# Canton de Montélimar-1
Le canton de Montélimar-1 est une circonscription électorale française située la Drôme, dans l'arrondissement de Nyons.

## Histoire
Le canton de Montélimar-1 a été créé en 1973, par division du canton de Montélimar.
Un nouveau découpage territorial de la Drôme (département) entre en vigueur à l'occasion des élections départementales de mars 2015, défini par le décret du 20 février 2014, en application des lois du 17 mai 2013 (loi organique 2013-402 et loi 2013-403). Les conseillers départementaux sont, à compter de ces élections, élus au scrutin majoritaire binominal mixte. Les électeurs de chaque canton élisent au Conseil départemental, nouvelle appellation du Conseil général, deux membres de sexe différent, qui se présentent en binôme de candidats. Les conseillers départementaux sont élus pour 6 ans au scrutin binominal majoritaire à deux tours, l'accès au second tour nécessitant 12,5 % des inscrits au 1er tour. En outre la totalité des conseillers départementaux est renouvelée. Ce nouveau mode de scrutin nécessite un redécoupage des cantons dont le nombre est divisé par deux avec arrondi à l'unité impaire supérieure si ce nombre n'est pas entier impair, assorti de conditions de seuils minimaux. Dans la Drôme, le nombre de cantons passe ainsi de 36 à 19. Le nombre de communes du canton de Montélimar-1 passe de 1 + fraction Montélimar à 5 + fraction Montélimar.
Le nouveau canton de Montélimar-1 est formé de communes des anciens cantons de Montélimar-1 (1 commune + 1 fraction), de Marsanne (3 communes) et de Loriol-sur-Drôme (1 commune). Avec ce redécoupage administratif, le territoire du canton s'affranchit des limites d'arrondissements, avec 4 communes incluses dans l'arrondissement de Nyons et 1 dans l'arrondissement de Valence. Le bureau centralisateur est situé à Montélimar.

## Représentation

### Conseillers d'arrondissement de l'ancien canton de Montélimar (1833 à 1940)
Le canton de Montélimar avait deux conseillers d'arrondissement.
| Période | Période      | Identité                              | Étiquette              | Qualité |
| ------- | ------------ | ------------------------------------- | ---------------------- | --- |
| 1833    | 1848         | Félix-Hilaire Laurans                 | Majorité ministérielle | Notaire à Montélimar, député (1842-1846)                                                                    |
| 1833    | 1835         | M. Labattut                           |                        | Avocat à Montélimar                                                                                         |
| 1835    | 1836         | Louis Marre ainé                      |                        | Négociant à Montélimar                                                                                      |
| 1836    | 1848         | M. Marie Prothon                      |                        | Avocat à Montélimar                                                                                         |
| 1848    | 1864         | Louis-César Grasset                   |                        | Docteur en médecine à Montélimar (maire en 1870)                                                            |
| 1848    | 1852         | Frédéric Chare                        |                        | Ancien notaire, maire de Montélimar (1848-1849)                                                             |
| 1852    | 1870         | Jean Eugène Chabaud                   |                        | Maitre de postes, adjoint au maire de Montélimar                                                            |
| 1864    | 1870         | Adrien de La Bruyère (1831-1914)      |                        | Propriétaire à Montélimar                                                                                   |
| 1870    | 1895         | François Frédéric Paradis (1814-1911) |                        | Maire de La Touche                                                                                          |
| 1870    | 1881 (décès) | Denis Philibert Picard (1809-1881)    |                        | Négociant, grossiste en fer à Montélimar                                                                    |
| 1881    | 1892         | M. Roux-Saint-Paul                    |                        | Avocat, adjoint au maire de Montélimar                                                                      |
| 1892    | 1899         | Paul Gauthier                         | Républicain            | Notaire à Montélimar                                                                                        |
| 1895    | 1901         | Émile Costadau                        | Républicain            | Maire d'Espeluche                                                                                           |
| 1899    | 1907         | Louis Puissant                        | Radical                | Avocat, maire de Châteauneuf-du-Rhône                                                                       |
| 1901    | 1919         | Ferdinand Ravisa                      | Radical                | Viticulteur, conseiller municipal de Montélimar, député (1910-1919)                                         |
| 1907    | 1919 (décès) | Florian Laurans                       | Radical                | Cultivateur, maire d'Allan                                                                                  |
| 1919    | 1937         | Henri Courbis                         |                        | Propriétaire et directeur de chapellerie à Montélimar                                                       |
| 1919    | 1925         | Raymond Tournigand                    |                        | Maire d'Ancône                                                                                              |
| 1925    | 1937         | Emile-Célestin Chabaud                |                        | Agriculteur, maire de Malataverne                                                                           |
| 1937    | 1940         | Fortuné Jacquier                      | Rad.                   | Agriculteur, maire de Montboucher-sur-Jabron Déporté, mort pour la France                                   |
| 1937    | 1940         | Joseph Bonnet                         | Rad.                   | Conseiller municipal de Montélimar                                                                          |
| 1940    |              |                                       |                        | Les conseils d'arrondissement ont été suspendus par la loi du 12 octobre 1940 et n'ont jamais été réactivés |

### Conseillers généraux de l'ancien canton de Montélimar (1833 à 1973)
| Période | Période          | Identité                         | Étiquette    | Qualité |
| ------- | ---------------- | -------------------------------- | ------------ | --- |
| 1833    | 1848             | Jean Joseph Fleury Bith (?-1861) |              | Avocat et notaire à Montélimar |
| 1848    | 1852             | Jean Eugène Chabaud              |              | Maître de poste, propriétaire, rentier, maire de Montélimar (1861-1865) |
| 1852    | 1861 (décès)     | Jean Joseph Fleury Bith          |              | Notaire, maire de Montélimar |
| 1861    | 1878 (décès)     | Jean-Joseph Veye de Chareton     | Républicain  | Général du Génie Député (1871-1875) Sénateur (1875-1878) |
| 1878    | 1884 (décès)     | Jean Lamorte                     | Républicain  | Avocat, ancien Sous-Préfet Député (1871) - Sénateur (1876-1884) |
| 1884    | 1886             | Jean Antoine Adrien Carle        | Républicain  | Docteur en médecine à Montélimar |
| 1886    | 1899 (démission) | Émile Loubet                     | Républicain  | Précédemment élu dans le canton de Grignan (1871-1886) Avocat Ministre (1887 à 1893) Président du Conseil des Ministres (1892) Député (1876-1885) Sénateur (1885-1899) Président de la République (1899-1906) Maire de Montélimar (1878-1899) Président du Conseil Général |
| 1899    | 1924 (décès)     | Paul Gauthier                    | Républicain  | Notaire Maire de Montélimar (1899-1908), conseiller d'arrondissement |
| 1924    | 1925 (décès)     | Charles Marmillod                | Rad.         | Propriétaire à Montélimar |
| 1925    | 1940             | Jean Thorent                     | Rad.         | Négociant |
|         |                  |                                  |              | |
| 1942    | 1945             | Georges Almoric                  |              | Maire d'Allan Nommé conseiller départemental en 1942 |
| 1943    | 1945             | Paul Messie (1891-1981)          |              | Notaire Adjoint au maire de Montélimar Nommé conseiller départemental en 1943 |
|         |                  |                                  |              | |
| 1945    | 1973             | Maurice Pic                      | SFIO puis PS | Instituteur puis professeur de collège Sénateur (1948-1959 et 1971-1989) Député (1959-1971) Secrétaire d'État (1956-1958) Maire de Montélimar (1959-1989) Président du Conseil Général (1955-1985) Elu en 1973 dans le Canton de Montélimar-2                              |

### Conseillers généraux du canton de Montélimar-1 de 1973 à 2015
| Période | Période | Identité           | Étiquette | Qualité                                                                         |
| ------- | ------- | ------------------ | --------- | ------------------------------------------------------------------------------- |
| 1973    | 1985    | Henri Sauvinet     | PS        | 1er adjoint au maire de Montélimar, député suppléant d'Henri Michel (1973-1986) |
| 1985    | 1998    | Jean-Jacques Ayzac | UDF       | Vice-président du Conseil général Adjoint au maire de Montélimar                |
| 1998    | 2015    | Jean-Luc Vincent   | PS        | Agent EDF Maire d'Ancône (1995-2014) Conseiller municipal d'Ancône depuis 2014  |

### Conseillers départementaux de Montélimar-1 depuis 2015
| Période élective | Période élective | Mandat | Mandat   | Identité                | Nuance | Nuance | Qualité                                                                                        |
| ---------------- | ---------------- | ------ | -------- | ----------------------- | ------ | ------ | ---------------------------------------------------------------------------------------------- |
| 2015             | 2021             | 2015   | 2021     | Catherine Autajon       |        | UDI    | Adjointe au maire de Montélimar jusqu'en 2020, conseillère municipale (opposition) depuis 2020 |
| 2015             | 2021             | 2015   | 2021     | Karim Oumeddour         |        | LREM   | Adjoint au maire de Montélimar                                                                 |
| 2021             | 2028             | 2021   | en cours | Emeline Mehukaj-Mathieu |        | LR     | Adjointe au maire de Montélimar                                                                |
| 2021             | 2028             | 2021   | 2025     | Karim Oumeddour         |        | LREM   | Conseiller sortant Démission d'office                                                          |
| 2021             | 2028             | 2025   | en cours | Vincent Rascle          |        | DVD    | Retraité, Saulce-sur-Rhône                                                                     |

### Résultats détaillés

#### Élections de mars 2015
À l'issue du 1er tour des élections départementales de 2015, deux binômes sont en ballottage : Annette Biret et Guillaume Valla (FN, 31,09 %) et Catherine Autajon et Karim Oumeddour (Union de la Droite, 29,92 %). Le taux de participation est de 47,66 % (8 975 votants sur 18 830 inscrits) contre 53,14 % au niveau départementalet 50,17 % au niveau national.
Au second tour, Catherine Autajon et Karim Oumeddour (Union de la Droite) sont élus avec 61,04 % des suffrages exprimés et un taux de participation de 48,77 % (4 939 voix pour 9 183 votants et 18 831 inscrits).
Karim Oumeddour (ex-LR) est membre du groupe LREM.

#### Élections de juin 2021
Le premier tour des élections départementales de 2021 est marqué par un très faible taux de participation (33,26 % au niveau national). Dans le canton de Montélimar-1, ce taux de participation est de 29,23 % (5 559 votants sur 19 016 inscrits) contre 34,1 % au niveau départemental. À l'issue de ce premier tour, deux binômes sont en ballottage : Emeline Mehukaj-Mathieu et Karim Oumeddour (Union à droite, 38,32 %) et Richard Fritz et Chantal Martin (RN, 25,5 %).
Le second tour des élections est marqué une nouvelle fois par une abstention massive équivalente au premier tour. Les taux de participation sont de 34,3 % au niveau national, 34,41 % dans le département et 29,09 % dans le canton de Montélimar-1. Emeline Mehukaj-Mathieu et Karim Oumeddour (Union à droite) sont élus avec 70,4 % des suffrages exprimés (3 506 voix pour 5 534 votants et 19 023 inscrits),,. 

## Composition

### Composition avant 2015

Localisation du canton de Montélimar-1 dans le département de la Drôme avant 2015.

Lors de sa création en 1973, le canton comprenait :
- la commune d'Ancône,
- la portion du territoire de la ville de Montélimar située au nord de la rivière le Roubion.

### Composition depuis 2015
| Nom                                | Code Insee | Intercommunalité            | Superficie (km2) | Population (dernière pop. légale)                | Densité (hab./km2) | Modifier                                    |
| ---------------------------------- | ---------- | --------------------------- | ---------------- | ------------------------------------------------ | ------------------ | ------------------------------------------- |
| Montélimar (bureau centralisateur) | 26198      | CA Montélimar-Agglomération | 46,81            | Fraction : 21 090 (2022) Commune : 40 356 (2022) | 862                | modifier les données · modifier les données |
| Ancône                             | 26008      | CA Montélimar-Agglomération | 1,59             | 1 353 (2022)                                     | 851                | modifier les données · modifier les données |
| La Coucourde                       | 26106      | CA Montélimar-Agglomération | 11,15            | 1 214 (2022)                                     | 109                | modifier les données · modifier les données |
| Saulce-sur-Rhône                   | 26337      | CA Montélimar-Agglomération | 18,43            | 1 882 (2022)                                     | 102                | modifier les données · modifier les données |
| Savasse                            | 26339      | CA Montélimar-Agglomération | 22,01            | 1 630 (2022)                                     | 74                 | modifier les données · modifier les données |
| Les Tourrettes                     | 26353      | CA Montélimar-Agglomération | 7,34             | 1 084 (2022)                                     | 148                | modifier les données · modifier les données |
| Canton de Montélimar-1             | 2608       |                             |                  | 28 253 (2022)                                    |                    | modifier les données                        |

Le nouveau canton de Montélimar-1 comprend :
1. cinq communes entières,
2. la partie de la commune de Montélimar située au nord du Roubion.

## Démographie

### Démographie avant 2015
| 1975 | 1982 | 1990   | 1999   | 2006   | 2011   | 2012   |
| ---- | ---- | ------ | ------ | ------ | ------ | ------ |
| -    | -    | 17 906 | 18 549 | 19 329 | 21 081 | 21 239 |

### Démographie depuis 2015
En 2022, le canton comptait 28 253 habitants, en évolution de +2,03 % par rapport à 2016 (Drôme : +2,64 %, France hors Mayotte : +2,11 %).
| 2013   | 2018   | 2022   |
| ------ | ------ | ------ |
| 26 809 | 28 238 | 28 253 |